# Transgresión marina

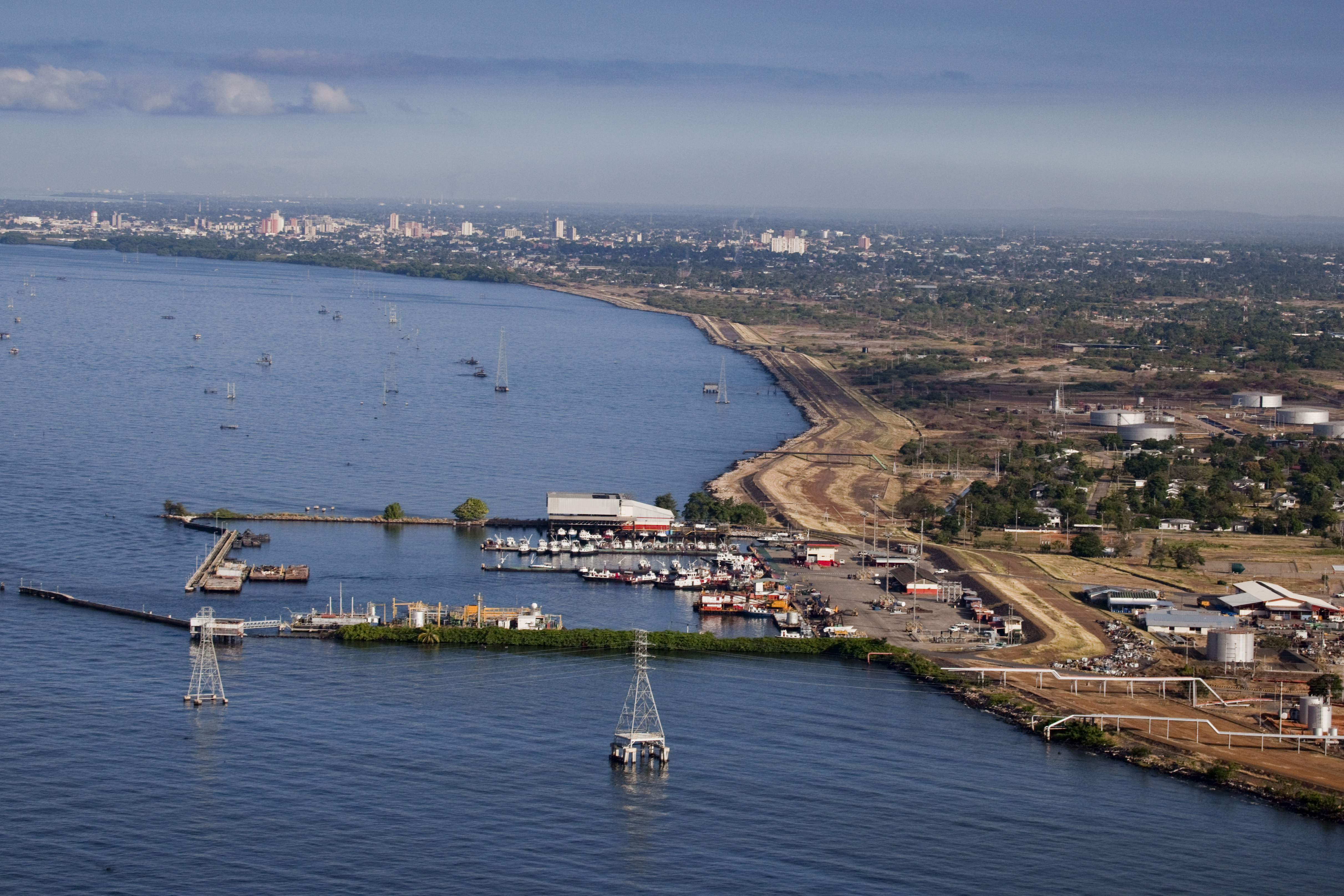
El hundimiento de la zona costera oriental del Lago de Maracaibo (cuya superficie se encuentra prácticamente al mismo nivel del mar) hizo necesario construir un dique artificial, visible en la imagen, que evita la inundación de la ciudad por su nivel inferior al propio Lago de Marcaibo. No obstante la escasez de lluvias en esta parte del territorio venezolano, se han tenido que usar bombas para sacar el agua de lluvia hacia el propio lago. El hundimiento de esta zona se debió, evidentemente, a la extracción de millones de barriles diarios de petróleo durante décadas, fenómeno que se repite en Nueva Orleans, Houston y muchas áreas similares de todo el mundo.

La transgresión marina es un evento geológico por el cual el mar ocupa un terreno continental, desplazándose la línea costera tierra adentro. Estas inundaciones (a veces denominadas «ingresiones») se pueden producir por hundimiento de la costa y/o por la elevación del nivel del mar (por fusión de glaciares u otro motivo).
Una transgresión siempre va acompañada por el depósito de sedimentos marinos sobre el territorio invadido, por ejemplo favoreciendo las facies carbonatadas típicas de plataforma continental sobre sedimentos terrígenos depositados en un ambiente costero o fluvial previo. 
Durante el Cretáceo, la expansión del suelo marino creó una cuenca relativamente superficial del Atlántico a expensas de una profundización de la cuenca del Pacífico. Así se redujo la capacidad de las cuencas mundiales oceánicas, causando una elevación del nivel del mar en el mundo. A resultas de este ascenso del nivel marino, los océanos ingresaron completamente a través de los grandes ríos como el Río de la Plata, alcanzando la costa marina lo que en la actualidad es Victoria en la provincia de Entre Ríos a 300 km del mar actual. Igualmente ocurrió en la porción central de Norteamérica creando el Paso marino interior occidental desde el golfo de México hasta el océano Ártico.
El proceso opuesto a transgresión es regresión, cuando el nivel del mar desciende relativamente, exponiendo terrenos antes sumergidos. Por ejemplo, durante la edad de Hielo del Pleistoceno, muchísima agua fue extraída de los océanos y almacenada como hielo en banquisas o sobre los continentes en forma de indlandsis y glaciares, provocando un descenso de 120 m del nivel de los océanos, exponiendo el puente de Beringia, de 1600 km, entre Alaska y Asia.
Los términos de transgresión y regresión fueron usados por Grabau en 1913, en su obra Principles of Stratigraphy, para denominar formaciones que se extendían más que las inferiores, en el sentido de aumento o disminución de la extensión de los mares del pasado.

## Origen del fenómeno
A escala geológica, las transgresiones y regresiones marinas se producen por fenómenos geológicos de larga duración, es decir, con procesos volcánicos o tectónicos que transcurren a lo largo de miles y hasta millones de años. Así, el Mesozoico se caracterizó por períodos de largas y extensas transgresiones con las masas oceánicas invadiendo extensas zonas continentales e insulares.
Otros motivos pueden tener una dimensión temporal o espacial mucho más reducida, como pueden ser los efectos de una larga explotación petrolera, que causa la subsidencia del terreno la cual puede originar una transgresión o invasión de las aguas marinas en las zonas petrolera de las regiones costeras.

## Facies características

Distribución de facies en situaciones de transgresión y regresión.

El registro estratigráfico conserva indicios de las transgresiones y regresiones, siendo con frecuencia fácilmente identificables, debido a las condiciones únicas requeridas para depositar cada tipo de sedimento. Por ej., las "rocas sedimentarias clásticas de grano grueso como arena usualmente se depositan cerca de costas, en ambientes de alta energía; los sedimentos finos, como limo y carbonatos, se depositan más allá de las costas, en aguas de baja energía, profundas (Monroe & Wicander, 112).
Así, una transgresión se revela en la columna sedimentaria cuando hay un cambio de muro a techo (de más antiguo a más reciente) de facies de costa (como areniscas con ripples de oscilación) a otras de plataforma (como una alternancia de margas y calizas). 
Una regresión crea un patrón opuesto, con facies de costa cambiando a facies continentales (Monroe & Wicander, 112-13). Las regresiones suelen reflejarse en las sucesiones estratigráficas por discontinuidades estratigráficas (discordancias) de base erosiva. 
Ambos escenarios son idealizados; en la práctica la identificación de transgresiones y regresiones puede ser bastante más compleja. Por ejemplo, una regresión puede estar indicada por un cambio de carbonatos a lutitas, o una transgresión por el paso de areniscas a lutitas. Los cambios laterales en las facies son también importantes; una secuencia bien marcada de transgresión en un área donde un mar epírico fuese muy profundo, sería distinta a otra transgresión solo parcial en aguas más superficiales.